# Deutsche Waffenlieferung an irakische Kurden 2014
Die Deutschen Waffenlieferungen an irakische Kurden im Sommer 2014 sind eine Maßnahme der Bundesregierung zur Bekämpfung der Terrororganisation Islamischer Staat (IS) in der autonomen Region Kurdistan im Irak.

## Hintergrund
Vor dem Eindruck der blitzartigen Geländegewinne der IS im Irak und der Not der Zivilbevölkerung dort beschloss die Bundesregierung (Kabinett Merkel III), den Kampf der kurdischen Regionalregierung gegen die Dschihadistenmiliz „Islamischer Staat“ zu unterstützen.

### Novum Waffenlieferung in ein Konfliktgebiet
Die Position aller deutschen Bundesregierungen war bis zum Sommer 2014, dass Deutschland keine Waffen in Krisen- und Kriegsregionen liefert. Bundeskanzlerin Angela Merkel betonte, dass es sich bei der Lieferung in ein Konfliktgebiet um einen Ausnahmefall handele. Außenminister Frank-Walter Steinmeier begründete die Waffenlieferungen damit, dass eine „Rückkehr der Barbarei“ verhindert werden müsse.
Wenn wie im Irak ein Fundament für religiöse Fanatiker geschaffen würde, „wächst auch für uns die Gefahr, dass unsere Sicherheitsinteressen betroffen sind“, sagte Merkel im Bundestag zur Begründung der Lieferungen. Merkel betonte, dass die Lieferung von Waffen im Einverständnis mit der irakischen Zentralregierung geschehe.

## Politische Positionen
Zunächst schlossen Kanzlerin Merkel und ihr Kabinett die Lieferung von Kriegsgerät in den Irak aus. Verteidigungsministerin Ursula von der Leyen war allerdings die erste Koalitionsministerin, die eine andere Position einnahm, bis schließlich das Kabinett die Lieferung beschloss.
Die Linke steht den Waffenlieferungen skeptisch gegenüber, da nicht klar sei, wohin die Waffen nach ihrem Einsatz gelangten.
Am 1. September 2014 stimmte der Bundestag nach einer Regierungserklärung der Kanzlerin symbolisch ab. Zusätzlich zu dem Kriegsmaterial stellte die Bundesregierung 50 Millionen Euro an humanitärer Hilfe bereit.
Nach Deutschland und anderen westlichen Staaten erwog auch Großbritannien Waffenlieferungen an die Kurden im Irak zum Kampf gegen radikale Islamisten. Auch Frankreich und Italien lieferten Kriegsgerät an die Kurden.

## Geliefertes Material
Den Angaben des Verteidigungsministeriums zufolge umfasst die Rüstungshilfe in drei Tranchen unter anderem 30 Panzerabwehrlenkwaffensysteme des Typs Milan (inklusive 500 dazugehöriger Raketen), insgesamt 16.000 Sturmgewehre der Typen G3 und G36, 8000 Pistolen, 200 leichte und 40 schwere Panzerfäuste, 40 Maschinengewehre sowie 10.000 Handgranaten. Auch Fahrzeuge sollen geliefert werden: Geländewagen, Unimogs sowie fünf ältere gepanzerte Patrouillenfahrzeuge des Typs Dingo 1.
Die Waffenlieferung reiche aus, um einen Großverband von 4.000 Soldaten auszustatten. In Erbil waren Bundeswehr-Soldaten im Einsatz, um die Verteilung der Waffen zu organisieren.
Am Abend des 4. Septembers 2014 flog die Bundeswehr die Tranche ihrer Ausrüstungshilfe für die Kurden im Irak aus. Von Leipzig aus brachte ein Transportflugzeug die Ladung in die nordirakische Stadt Erbil. Laut Verteidigungsministerium wurden 4000 Gefechtshelme, 700 Kleinfunkgeräte, 680 Fernrohre und etwa 4000 Schutzwesten geliefert. Auch Gerät zur Minen- und Munitionsbeseitigung sollen geliefert worden sei: 30 Minensonden, 20 Metallsuchgeräte und 40 Werkzeug- und Geräteausstattungen zur Munitionsbeseitigung.
Anfang 2016 gab es in deutschen Medien Berichte, dass Waffen aus diesen Lieferung auf Waffenmärkten im Nordirak zum Verkauf angeboten wurden.
In einem Artikel in Die Welt kritisiert der Journalist Alfred Hackensberger die Berichterstattung durch die Tagesthemen, die – von Recherchen des NDR und WDR ausgehend – zuerst über diesen Themenkomplex berichtete. Die Sachverhalte seien selektiv um wichtige Aspekte gekürzt oder dramatisiert: Der „Schwarzmarkt“ sei etwa staatlich reglementiert und gäbe lediglich an lizenzierte Käufer Waffen ab. Waffen aus Lieferungen durch die Bundesrepublik Deutschland seien nicht „systematisch“ illegal gehandelt worden. Eine Untersuchung des Peschmerga-Ministeriums habe „fünf Fälle von fehlenden Waffen“ entdeckt. Nach Recherchen des Kriegsberichterstatters Enno Lenze konnte der Verbleib aller Waffen geklärt werden. Er kam zu dem Ergebnis, dass die Darstellung von NDR und WDR reißerisch, wenn nicht in Teilen sogar schlicht falsch war. So seien Personen falsch zitiert worden und Berichte von öffentlichen Stellen komplett ignoriert worden.